# أنطونيو هارت
أنطونيو هارت (بالإنجليزية: Antonio Hart)‏ هو عازف ساكسفون أمريكي، ولد في 30 سبتمبر 1968 في بالتيمور في الولايات المتحدة.

## وصلات خارجية
- أنطونيو هارت على موقع ميوزك برينز (الإنجليزية)
- أنطونيو هارت على موقع أول ميوزيك (الإنجليزية)
- أنطونيو هارت على موقع ديسكوغز (الإنجليزية)